# Neotoma devia
Neotoma devia е вид бозайник от семейство Хомякови (Cricetidae).

## Разпространение
Видът е разпространен в Мексико (Сонора) и САЩ (Аризона, Колорадо, Невада и Юта).